# Salomon Savery
Salomon Savery (1594-1683) est un peintre et graveur néerlandais.

## Biographie
Salomon Savery naît à Amsterdam d'une famille de paysagistes du même nom originaires de Courtrai.
Il est le fils de Jacob Savery, frère de Pieter, Hans II et Jacob II, et neveu de Hans I et Roelant (son parrain), et oncle de Geetruyd, Roelant et Magdalena Roghman. Sa première estampe connue date de 1610, d'après une œuvre de son oncle Joos Goeimare. Il voyage en Angleterre en 1632 et y publie une suite pour les Métamorphoses d'Ovide.
Il meurt à Haarlem en 1683.

## Œuvres
Il réalise des planches des fêtes à l'entrée de Marie de Médicis à Amsterdam en 1636, illustrant l'ouvrage de Caspar Barlaeus paru sous le titre de Medicca Hospes.
Il s'attache volontiers à des figures de nobles et de militaires, dont il restitue la pompe et les habits.
Il s'intéresse aussi aux navires et aux édifices qu'il représente dans tous les détails.

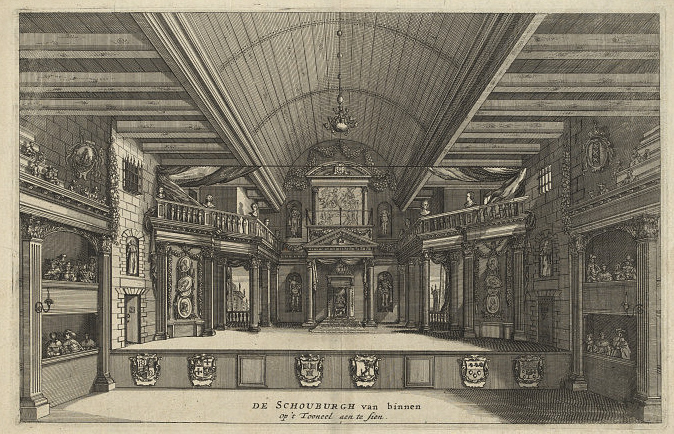
Gravure du théâtre de Van Campen, Amsterdam.
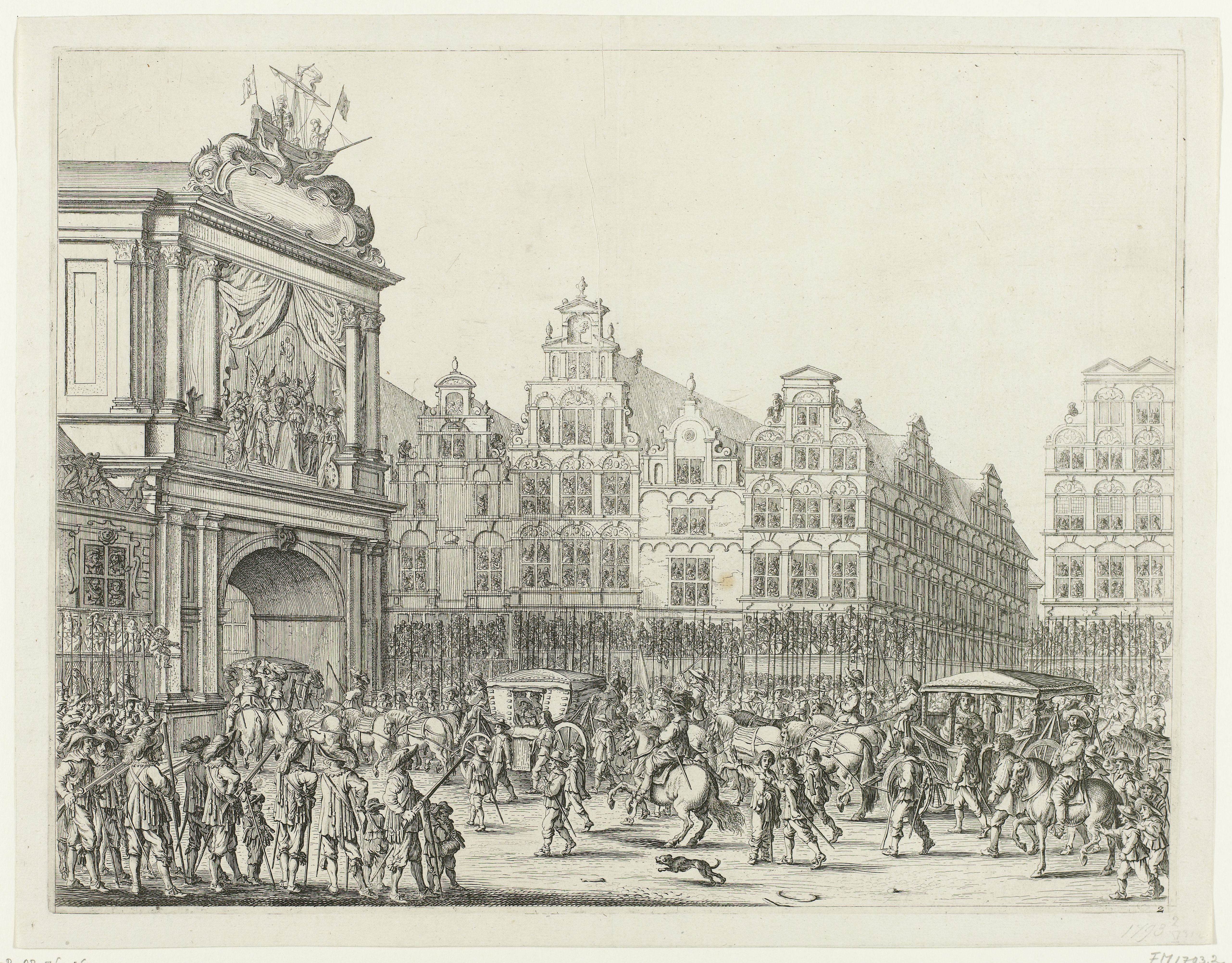
L'arrivée de Marie de Médicis à Amsterdam, le 31 août 1638.
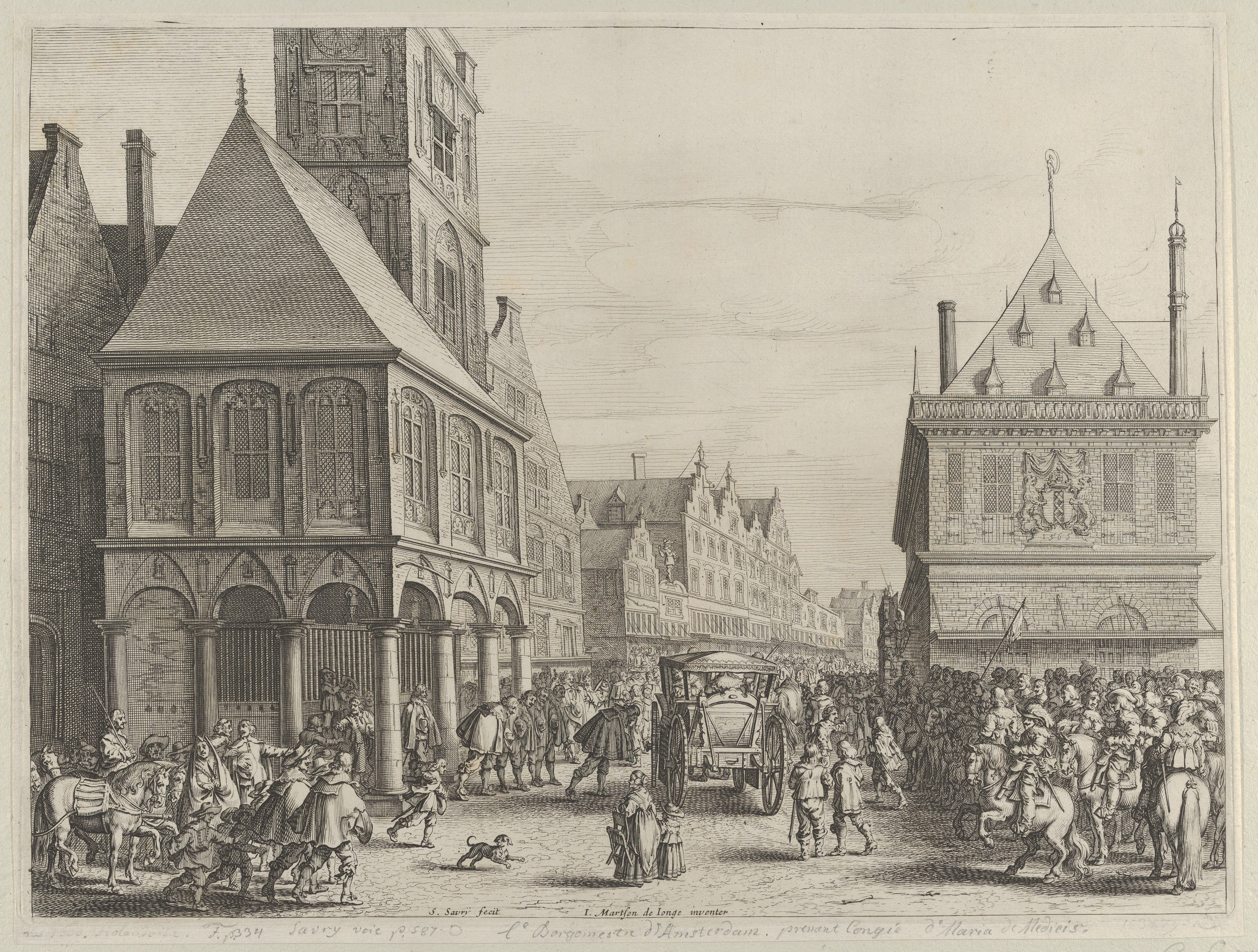
Les bourgmestres de la ville prennent congé de Marie de Médicis devant l'Hôtel de ville.
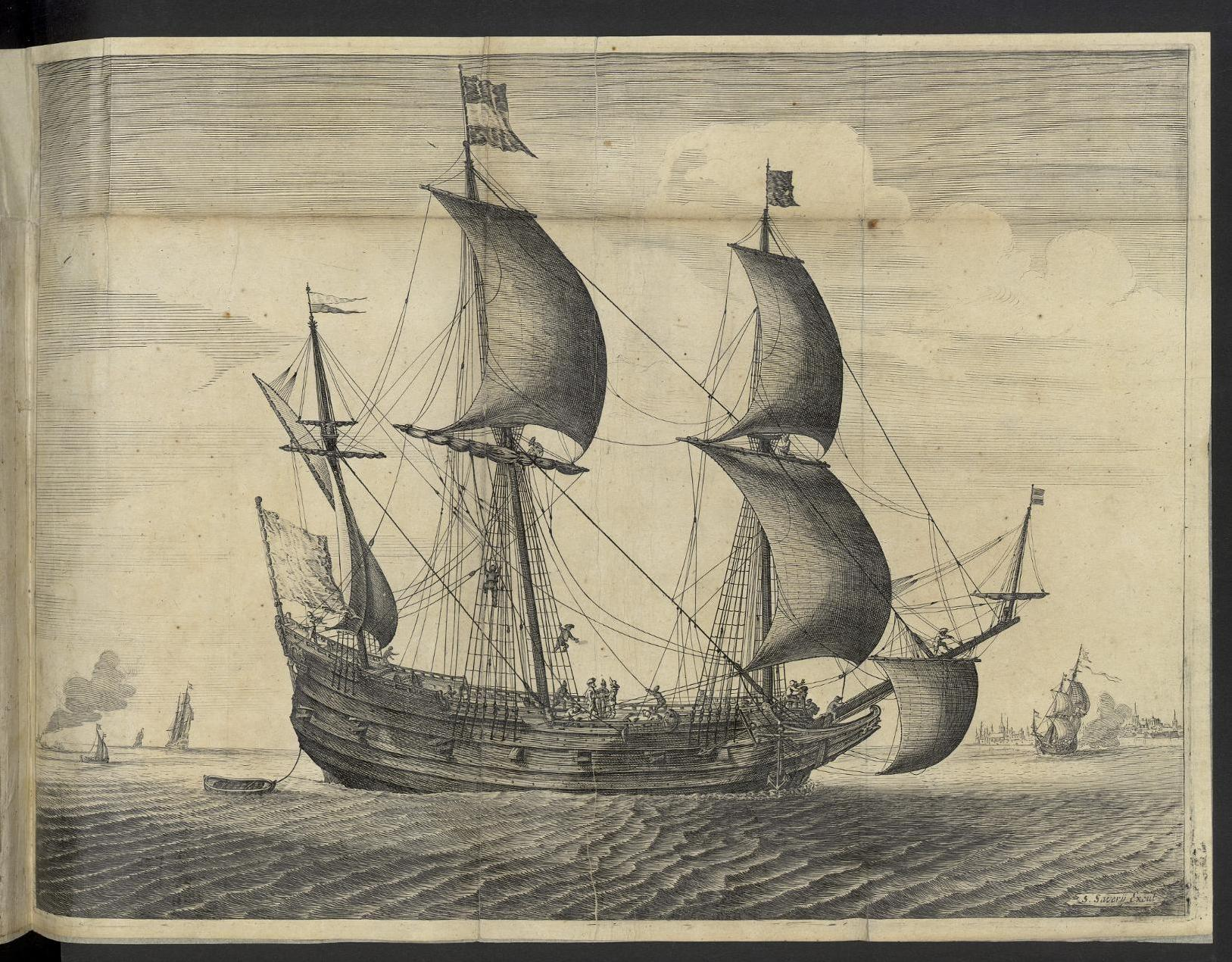
Navire hollandais du XVIIe siècle.
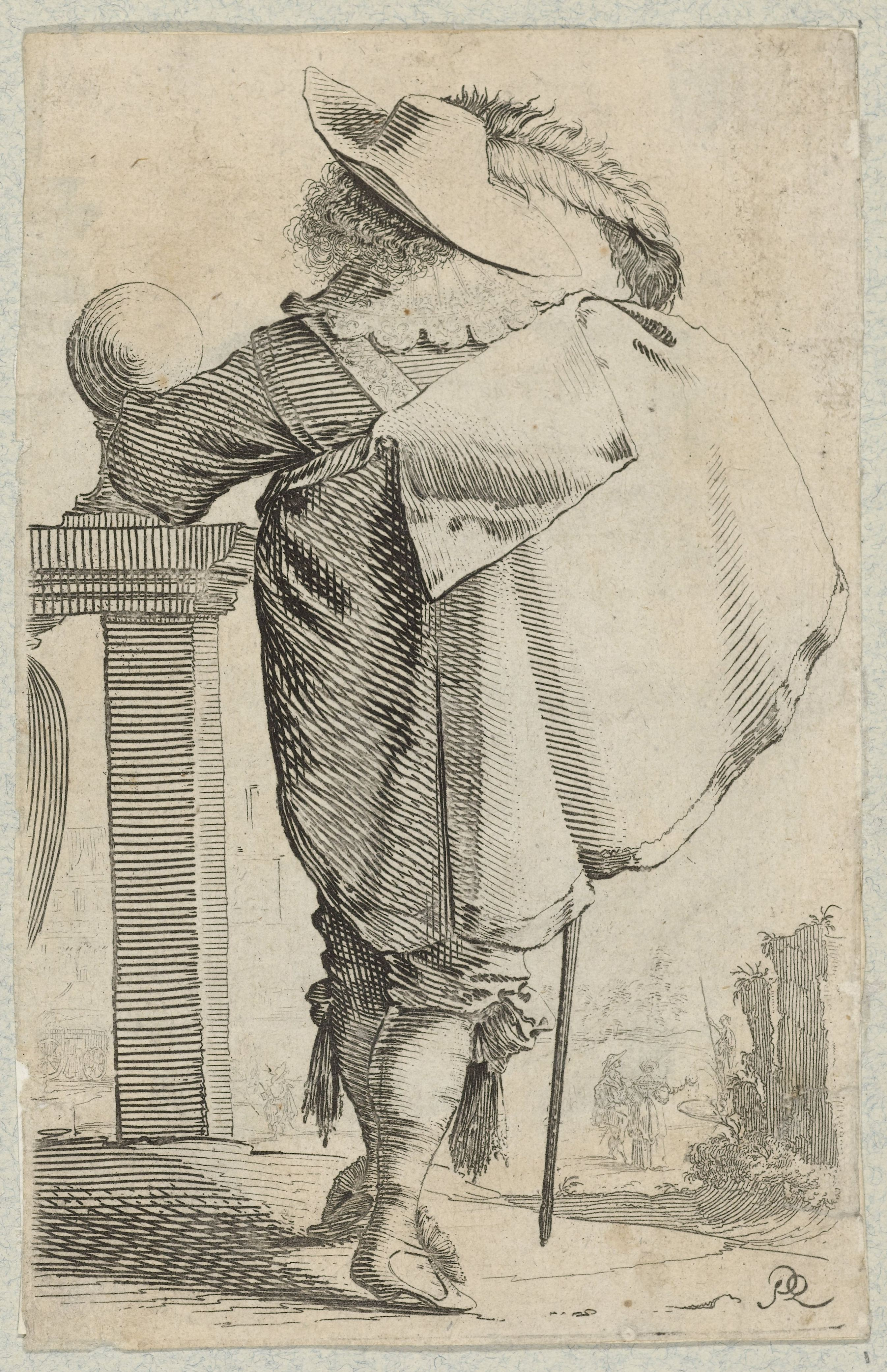
Vêtement d'un noble à la mode de 1630.
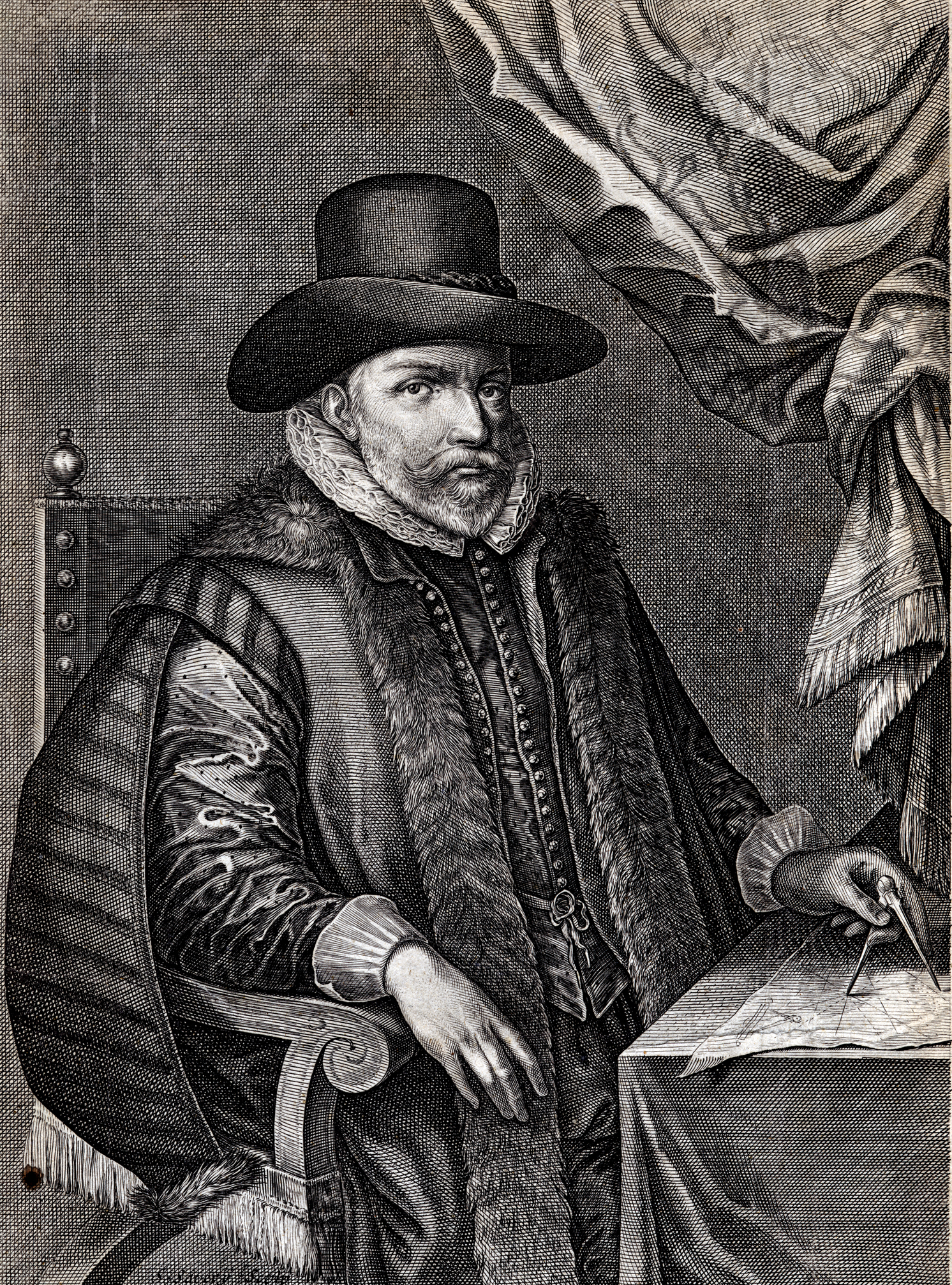
Portrait de John Speed.
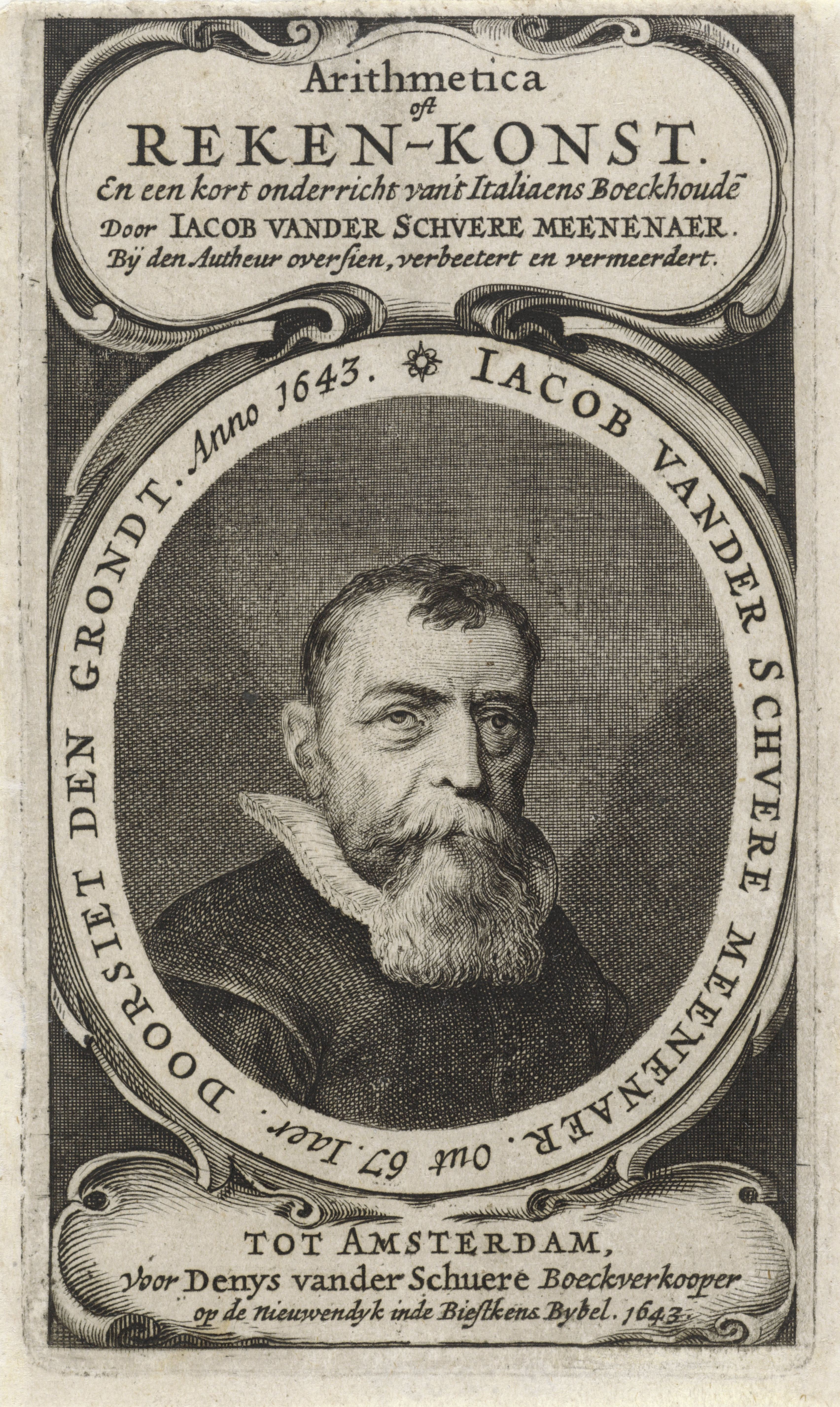
Portrait of Jacob van der Schuere.